# Пэнцзэ
Пэнцзэ́ (кит. упр. 彭泽, пиньинь Péngzé) — уезд городского округа Цзюцзян провинции Цзянси (КНР).

## История
Уезд был создан во времена империи Хань в 201 году до н. э. Во времена империи Суй в 589 году он был переименован в Лунчэн (龙城县), но уже в 298 году ему было возвращено название Пэнцзэ. Во времена империи Тан в 622 году из него был выделен уезд Дучан, а в эпоху Пяти династий и десяти царств в 938 году — уезд Хукоу.
6 сентября 1949 года был образован Специальный район Цзюцзян (九江专区), и уезд вошёл в его состав. В 1970 году Специальный район Цзюцзян был переименован в Округ Цзюцзян (九江地区). 27 июля 1983 года город Цзюцзян и округ Цзюцзян были объединены в городской округ Цзюцзян.

## Административное деление
Уезд делится на 10 посёлков и 3 волости.